# Église Saint-Martin de Lignières-de-Touraine
Pour les articles homonymes, voir Église Saint-Martin.
Ne doit pas être confondu avec Église Saint-Martin de Lignières (Aube).
L'église Saint-Martin de Lignières-de-Touraine est une église paroissiale située dans la commune de Lignières-de-Touraine, dans le département français d'Indre-et-Loire.
L'église, construite au XIIe siècle, est remaniée et agrandie aux XIIIe et XVIe siècles. Son chœur et son abside sont décorées de peintures romanes représentant, pour la plupart, des scènes bibliques. L'édifice est classé comme monument historique en 2014.

## Localisation
L'église est construite dans le centre de Lignières-de-Touraine, à l'angle de la route de Rigny-Ussé à Villandry et de la route de Langeais à Azay-le-Rideau.

## Histoire

Plan de l'église.

L'église est en grande partie construite au XIIe siècle et c'est à cette époque que sont réalisées les fresques qui décorent son chœur et son abside, sans doute dans le deuxième ou le troisième quart du siècle. Le XIIIe siècle voit l'édification du clocher. C'est au XVIe siècle qu'un collatéral est construit sur le flanc méridional de la nef et que la façade est reprise pour tenir compte de ce nouvel aménagement.
Jusqu'au XIXe siècle, si l'architecture de l'église ne connaît plus d'évolution, les peintures font l'objet d'interventions notables. En 1749, les enduits du chœur sont refaits, ce qui a pour effet de masquer les peintures et d'en détruire une partie. En 1874-1877, l'abbé et architecte Pierre-Paul Brisacier remet au jour une partie des peintures et les restitue dans un style plus contemporain sur des toiles marouflées recouvrant les anciens décors ; il peint également un faux appareil sur l'enduit des murs,. C'est dans la foulée, entre 1877 et 1901, que les baies de l'église sont garnies de vitraux provenant de l'atelier Fournier. Les peintures sont classées comme « objet protégé » le 12 mars 1910.
En 1975, un caquetoire précédemment appliqué contre la façade romane est démoli.
En 2008-2009, une nouvelle intervention est réalisée sur le décor. À cette occasion, des motifs masqués au XVIIIe siècle sont remis au jour et les peintures sont restaurées dans un style plus conforme à celui d'origine que les précédentes réalisations de Brisacier. Une partie des toiles marouflées réalisées par ce dernier dans l'abside sont déposées et replacées dans le collatéral. L'église elle-même est classée comme monument historique par arrêté du 1er juillet 2014.

## Description

### Architecture
L'église se compose d'une nef flanqué du côté sud d'un collatéral qui intègre la base du clocher. La nef débouche sur un chœur terminé par une abside.
La façade occidentale est constituée de deux pignons juxtaposés et alignés. Le pignon septentrional correspond à la nef du XIIe siècle ; elle est percée d'une porte en arc brisé surmontée d'une baie géminée. Le pignon méridional est celui du collatéral ; il s'ouvre par une porte encadrée de pilastres Renaissance que surmonte une rosace.
La nef, composée d'une seule travée et couverte d'une voûte en charpente lambrissée, est éclairée du côté nord par de petites baies en plain cintre. Le collatéral au sud de l'édifice, donne, par une série d'arcades, dans la nef et le chœur ; il est interrompu en son milieu par la présence du clocher, mais un passage sous ce dernier rétablit la continuité du dispositif ; le collatéral prend jour par de grandes baies garnies de vitraux.
Le chœur, plus étroit que la nef et constitué d'une seule travée, est voûté en berceau brisé. Il débouche sur une abside semi-circulaire voûtée en cul-de-four. Chœur et abside sont éclairés par de petites baies en plein cintre.

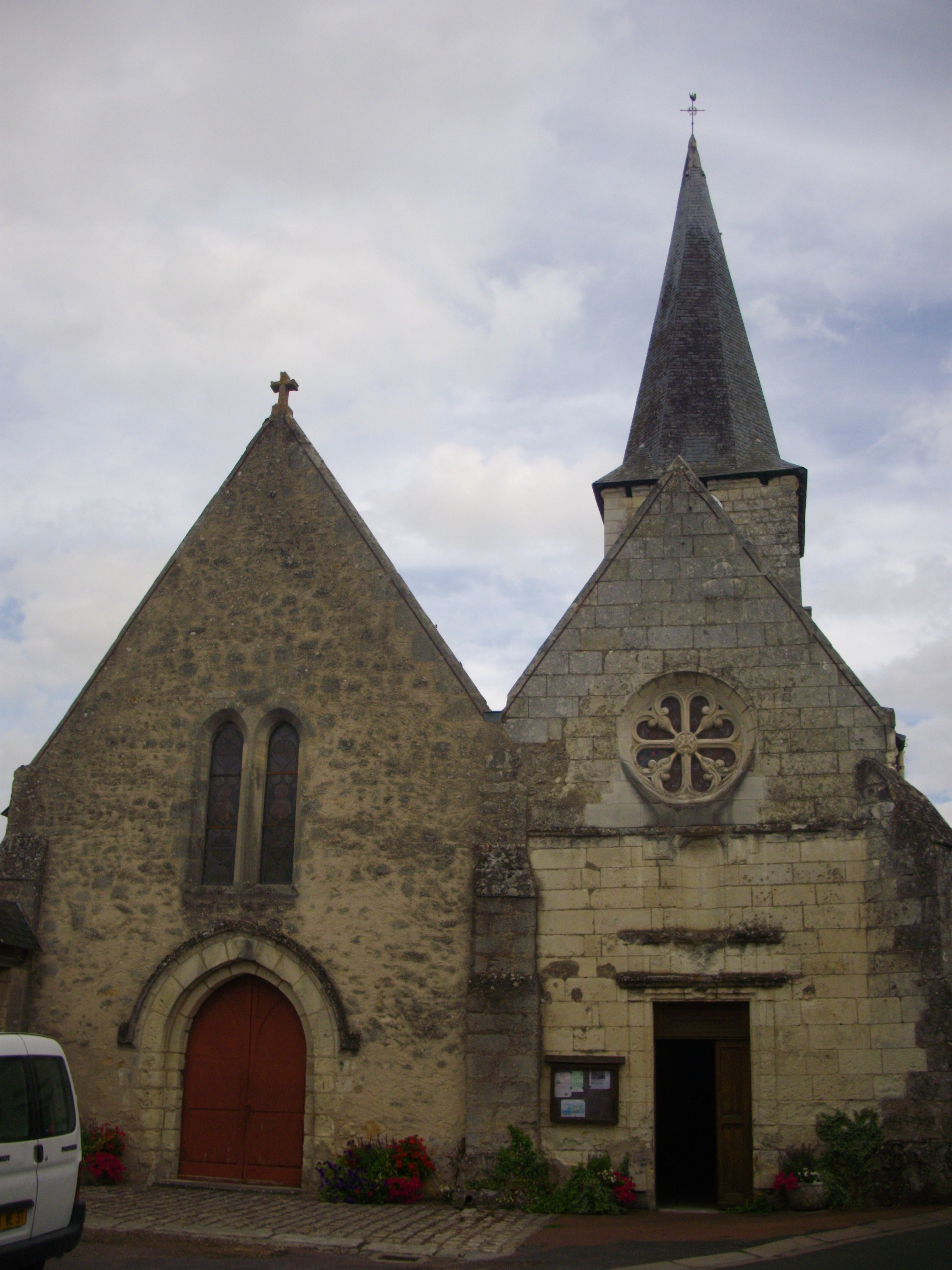
Façade.
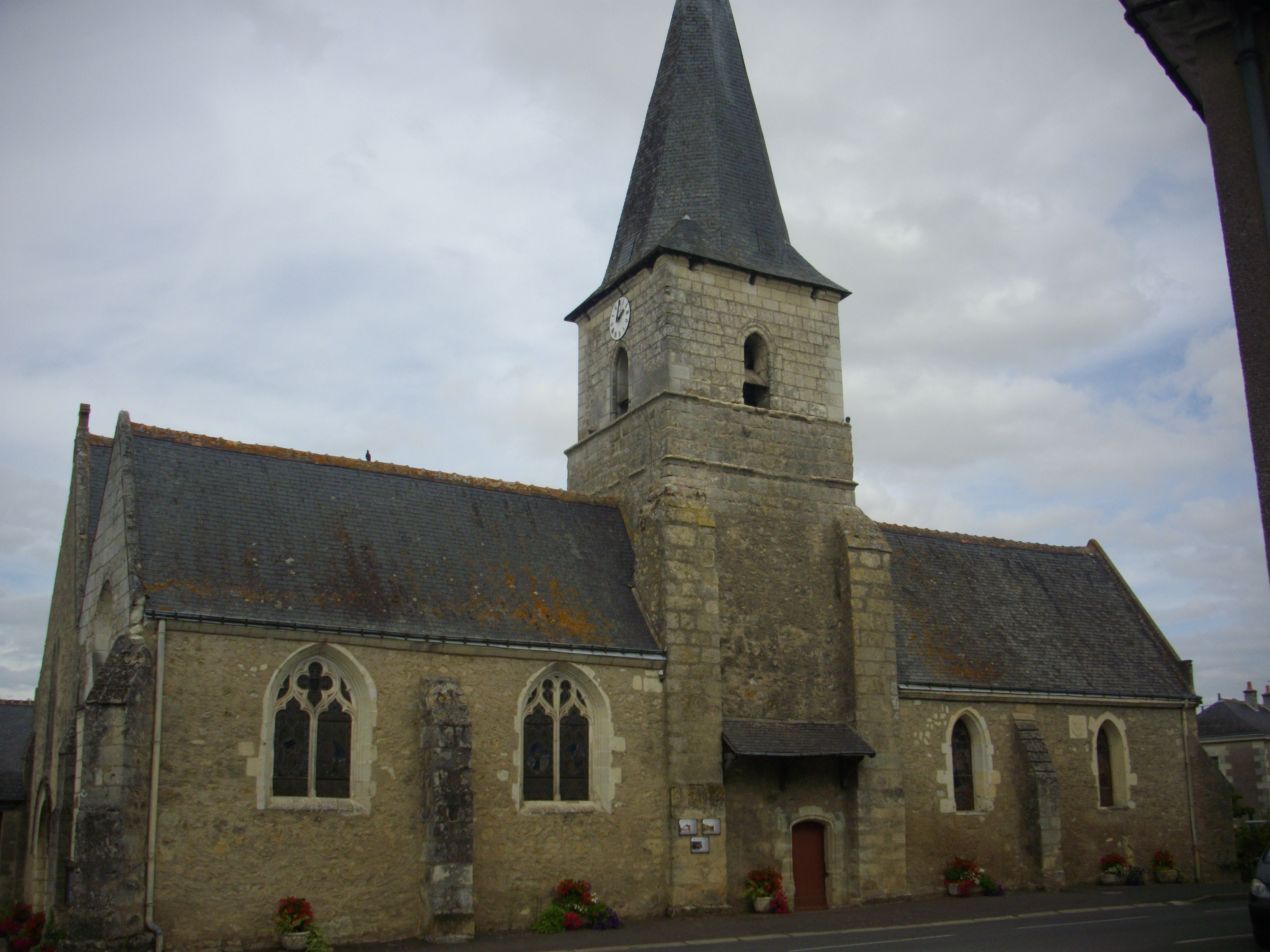
Nef et collatéral.
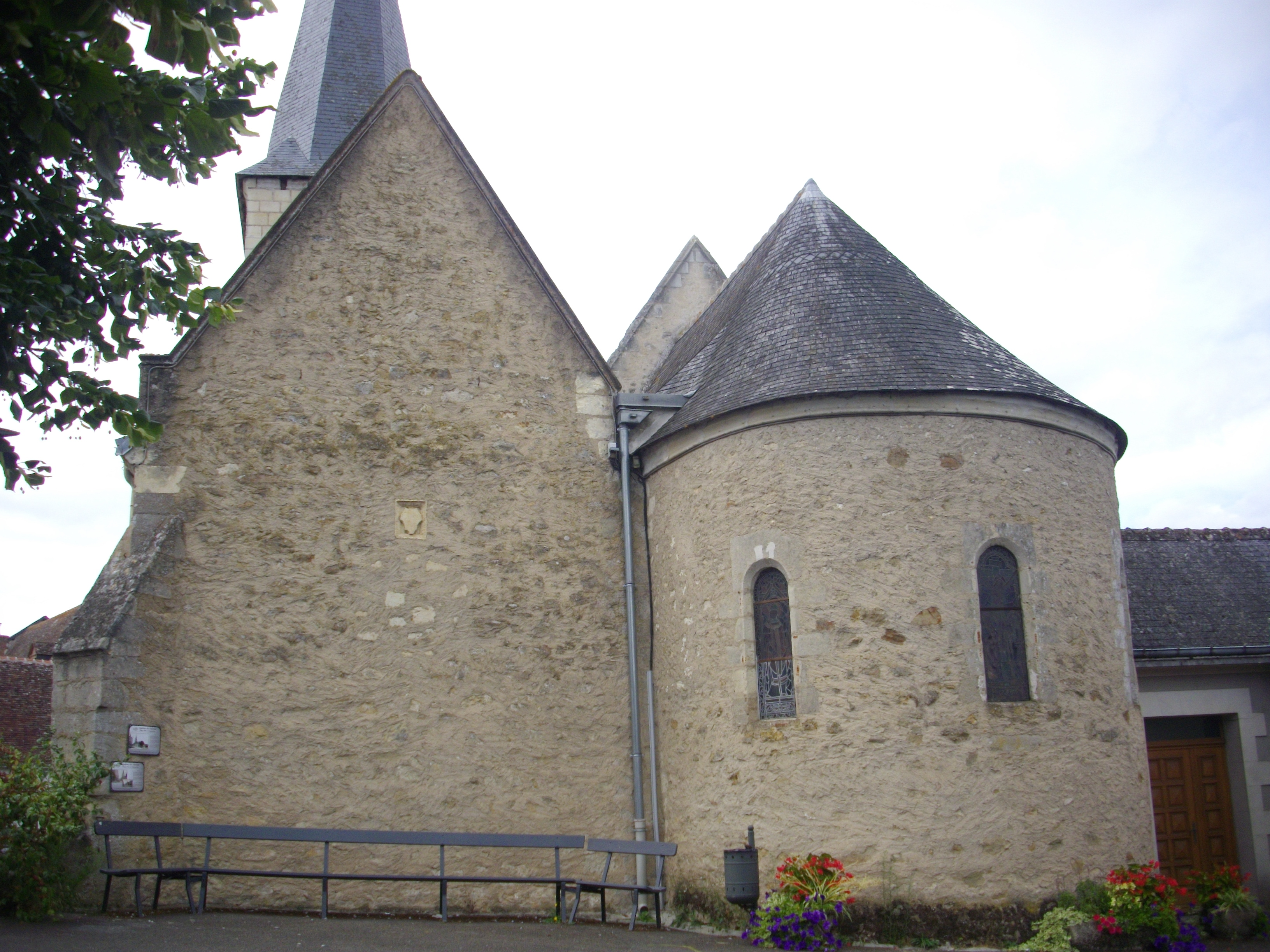
Chevet.
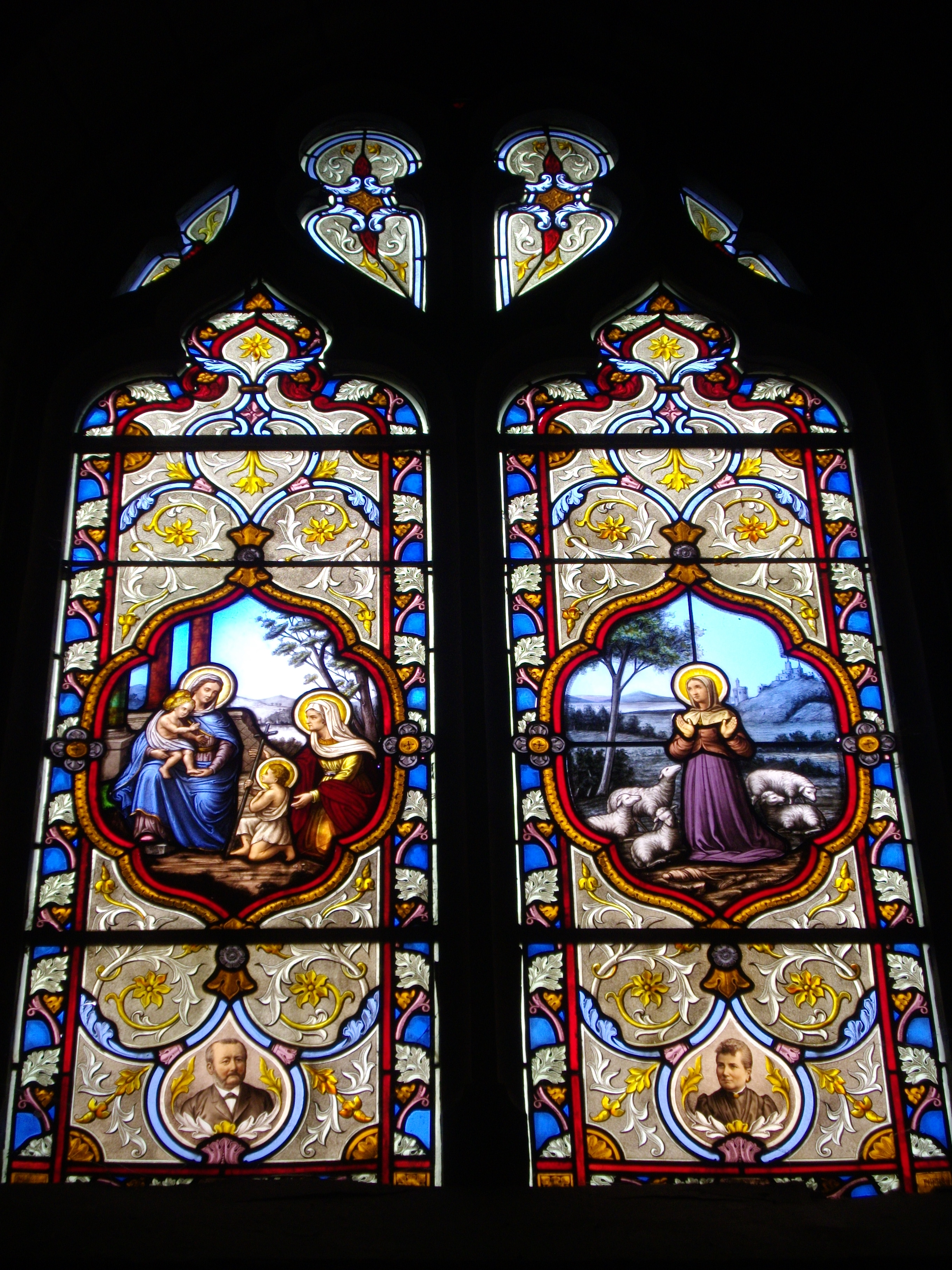
Vitrail du collatéral.

### Décor
Les peintures du XIIe siècle, refaites ou complétées au XIXe siècle et restaurées au XXIe siècle occupent l'arc-doubleau séparant la nef du chœur, la voûte en berceau brisé de ce dernier et la voûte en cul-de-four de l'abside. Les ébrasements de deux baies romanes (une dans le chœur et l'autre dans l'abside) sont également décorés.
L'arc-doubleau figure un calendrier où sont représentées douze activités marquantes des mois (taille puis vendange de la vigne, chasse au sanglier) mais les scènes les plus basses aux extrémités de l'arc, correspondant aux mois de janvier et décembre, sont détruites.
Les peintures du chœur occupent deux registres superposés de chaque côté de la voûte en arc brisé, mais le registre inférieur du côté sud a disparu. Les décors figurent des scènes de l'Ancien et du Nouveau Testament, dont l'histoire d'Adam et Ève, les Tentations du Christ ou la parabole du riche et de Lazare.
Sur la voûte de l'abside sont peints le Christ en gloire dans une mandorle entouré du tétramorphe, d'anges et de séraphins. Ce même décor, mais plus simplifié, se retrouve sur les toiles marouflées de Brisacier qui recouvraient ces peintures.

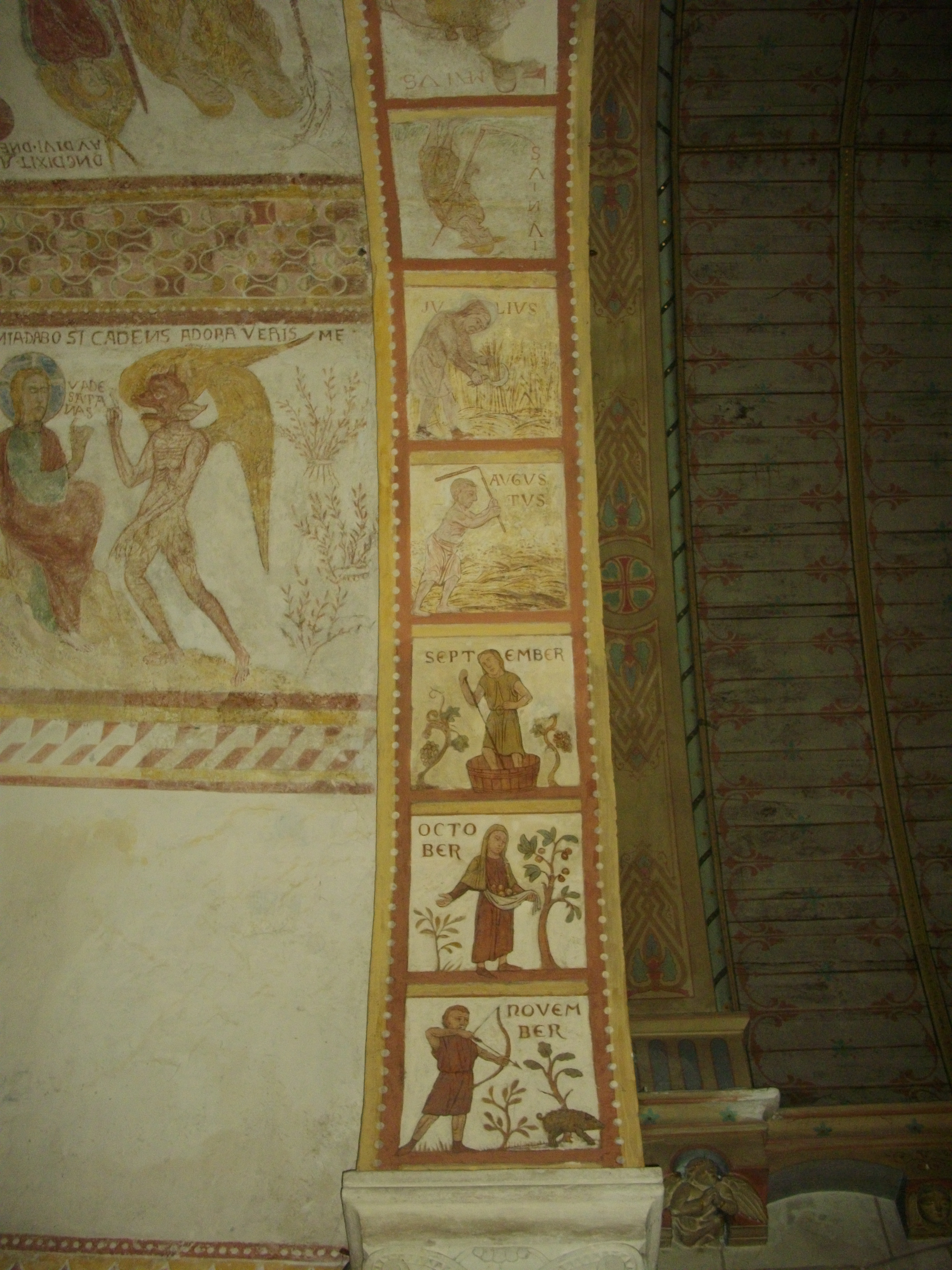
Peintures : arc doubleau.
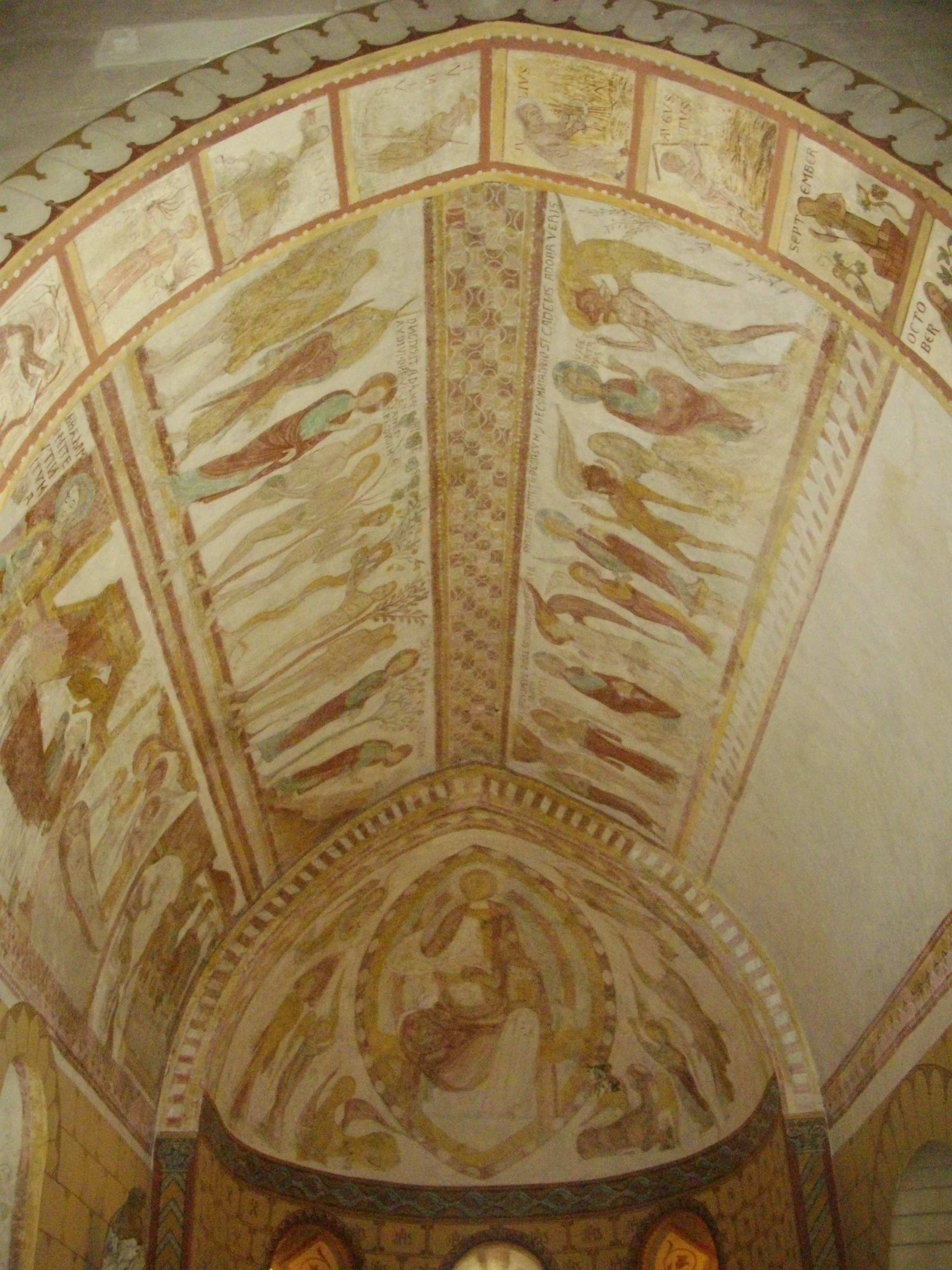
Peintures : voûte du chœur.
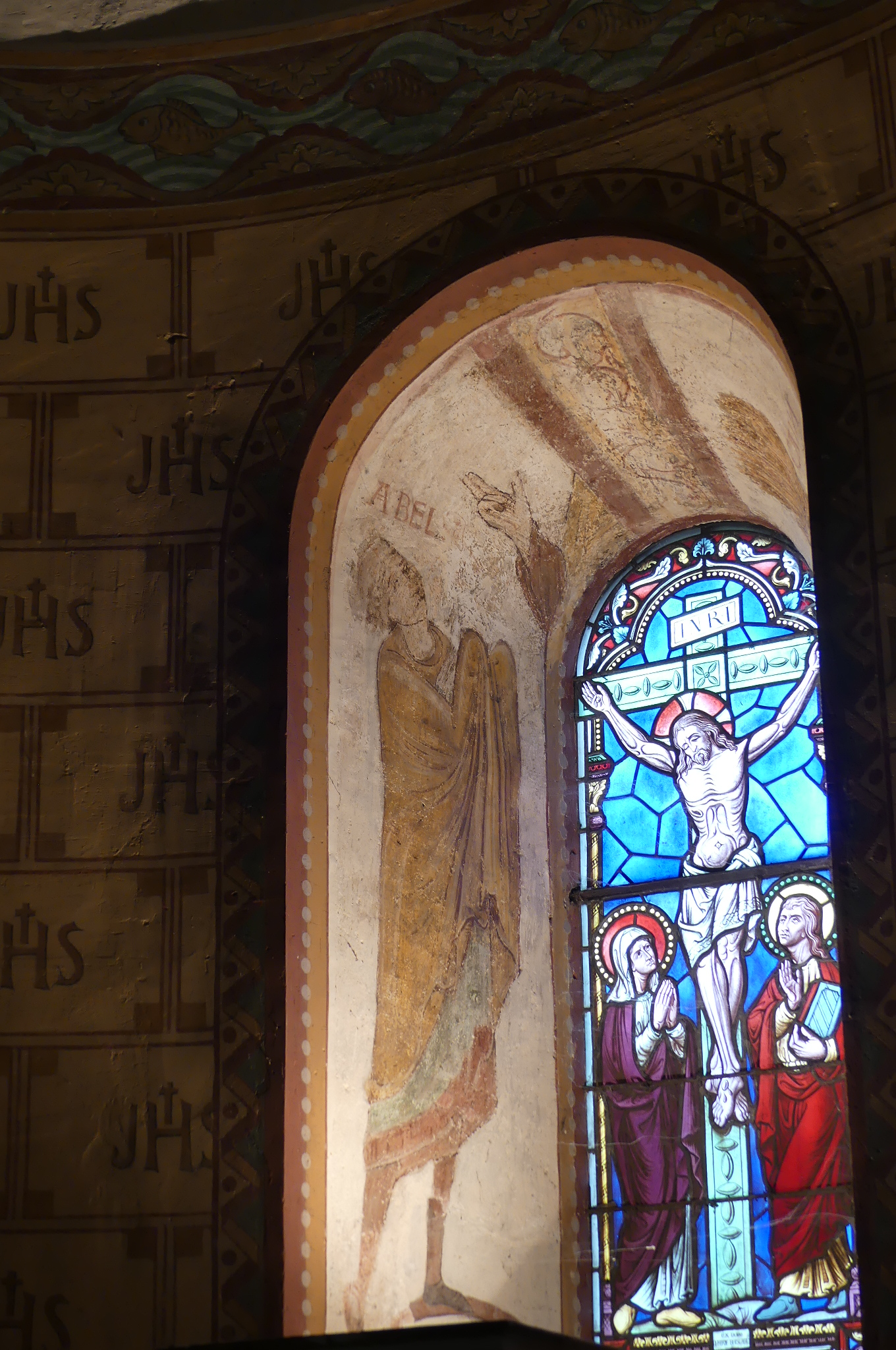
Peintures : ébrasement de baie.
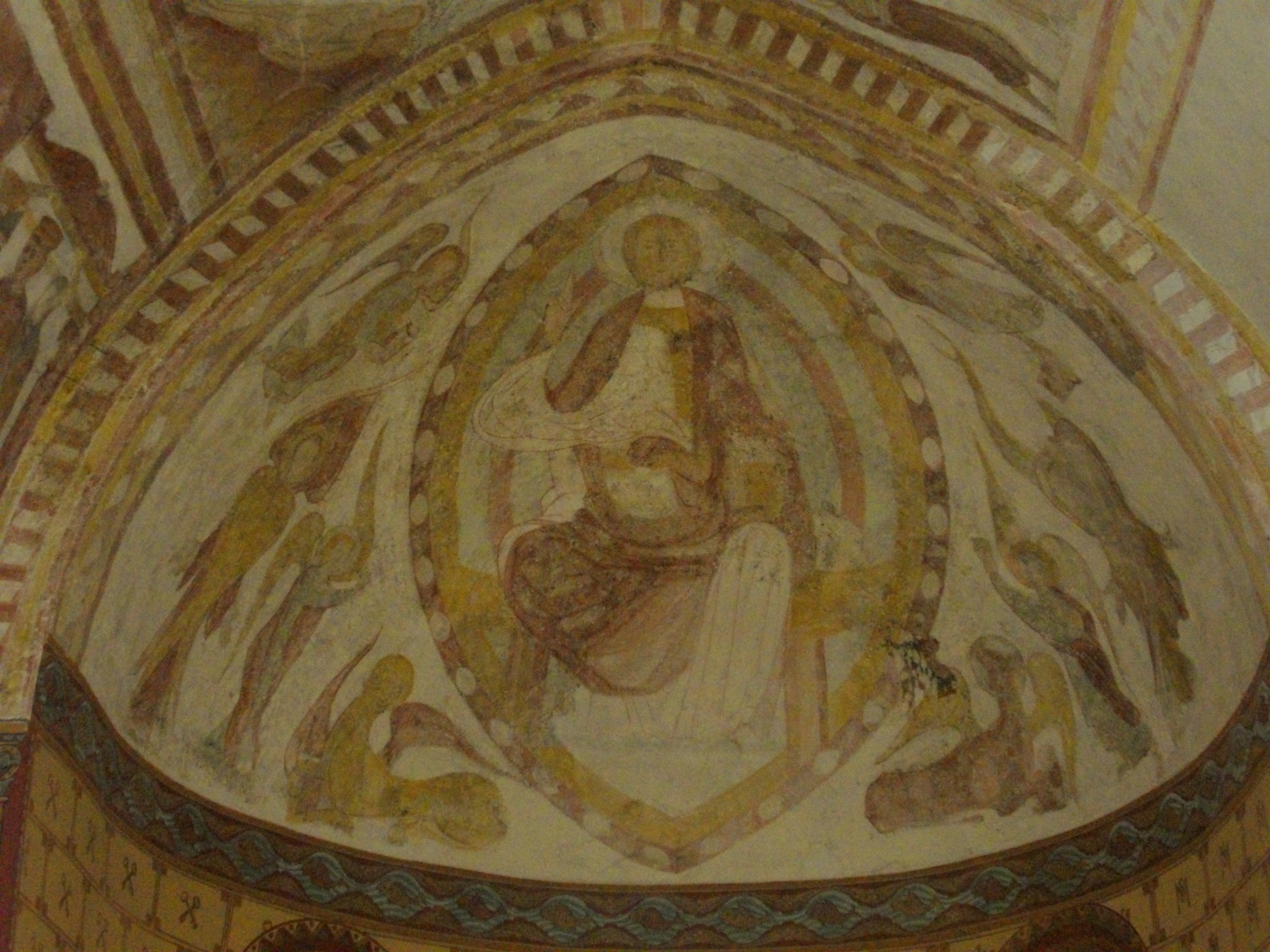
Peintures : voûte de l'abside.
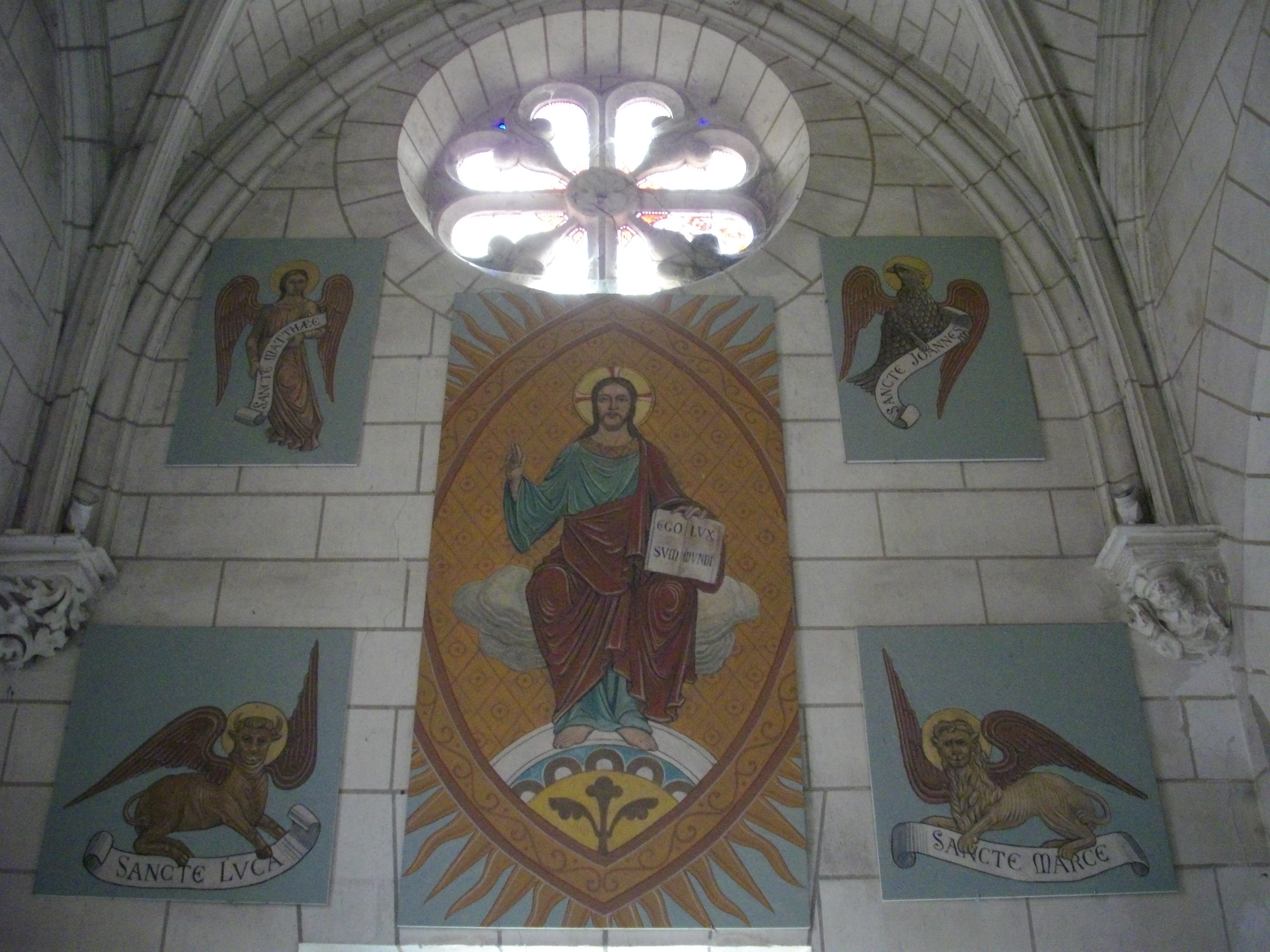
Peintures : toiles marouflées du XIXe siècle.